# Francesco de Sanctis (arkitekt)

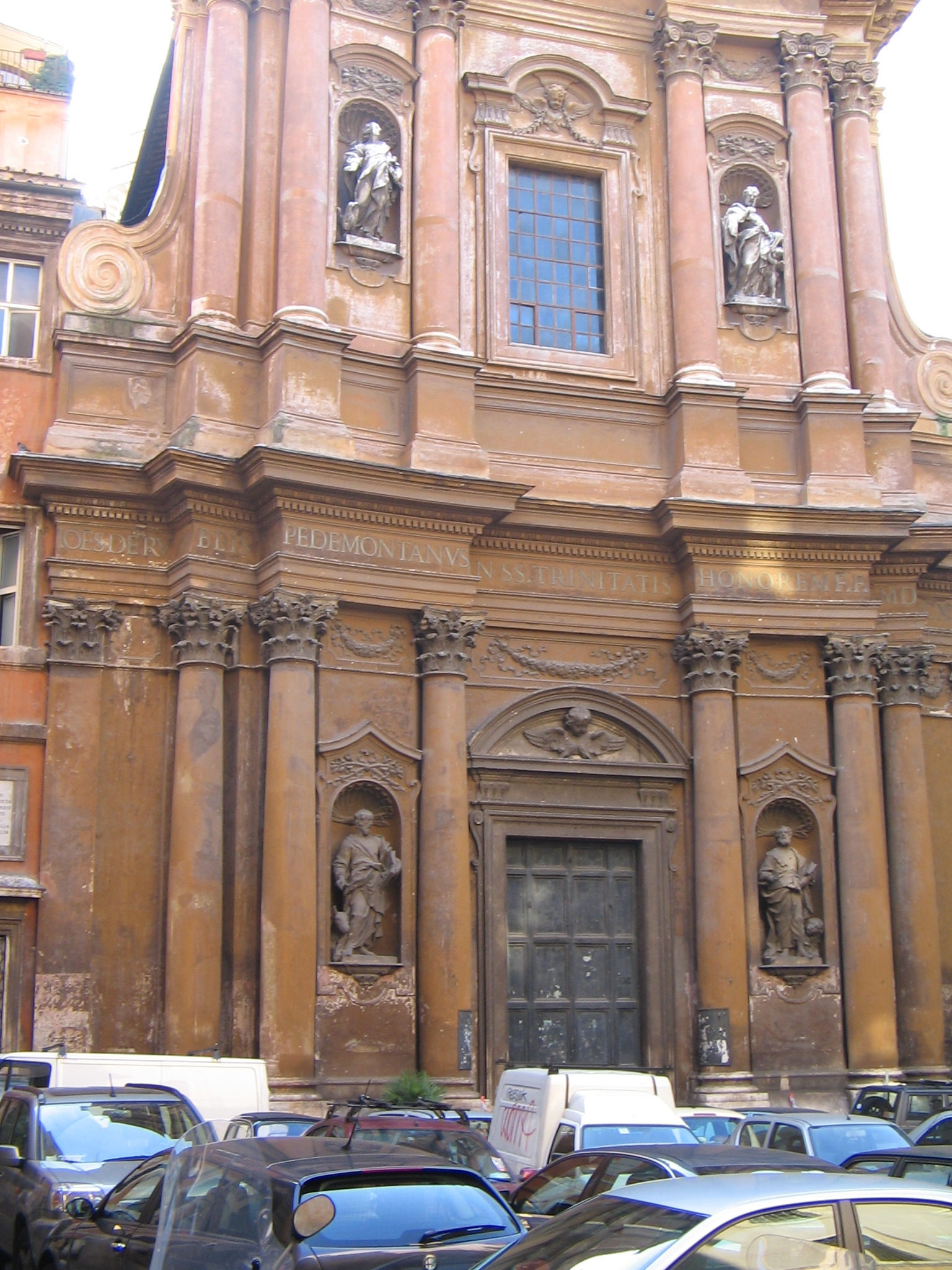
Kyrkan Santissima Trinità dei Pellegrini.

Francesco de Sanctis, född 1693 i Rom, död 1740 i Rom, var en italiensk arkitekt.
Hans mest kända byggnadsverk är Spanska trappan (1723–1726) i Rom. Han har även ritat den svagt konkava fasaden till kyrkan Santissima Trinità dei Pellegrini (1723).